# Miroševce
Miroševce (em cirílico: Мирошевце) é uma vila da Sérvia localizada no município de Leskovac, pertencente ao distrito de Jablanica, na região de Jablanica. A sua população era de 894 habitantes segundo o censo de 2002.

## Demografia
| 1948  | 1953  | 1961  | 1971  | 1981  | 1991  | 2002  | 2011 |
| ----- | ----- | ----- | ----- | ----- | ----- | ----- | ---- |
| 1 021 | 1 061 | 1 121 | 1 150 | 1 140 | 1 126 | 1 053 | 894  |